# Baptistenkerk (Leeuwarden)
De Baptistenkerk is een voormalig kerkgebouw in de Nederlandse stad Leeuwarden.

## Geschiedenis
De Baptistengemeente in Leeuwarden kerkten rond 1900 in een pand aan de Bagijnestraat. In 1913 verhuisden ze naar het gebouw op Vliet 11. In 1934 werd op het terrein aan de achterzijde naar ontwerp van architect R. Wijbenga een kerk gebouwd. De ingang lag aan het Hoogpad (later veranderd in M.H. Trompstraat). De eerste steen met als opschrift 19/5/1934 werd door Ds. Huizinga gelegd. De kerkzaal met glas in loodramen had 360 zitplaatsen. Op 16 september 1934 werd het nieuwe kerkgebouw voor het eerst in gebruik genomen.
In 1996 kocht de Baptisten Gemeente Leeuwarden de Parkkerk. De Baptistenkerk werd verkocht. In het pand is sinds 2013 het TrompTheater gevestigd.

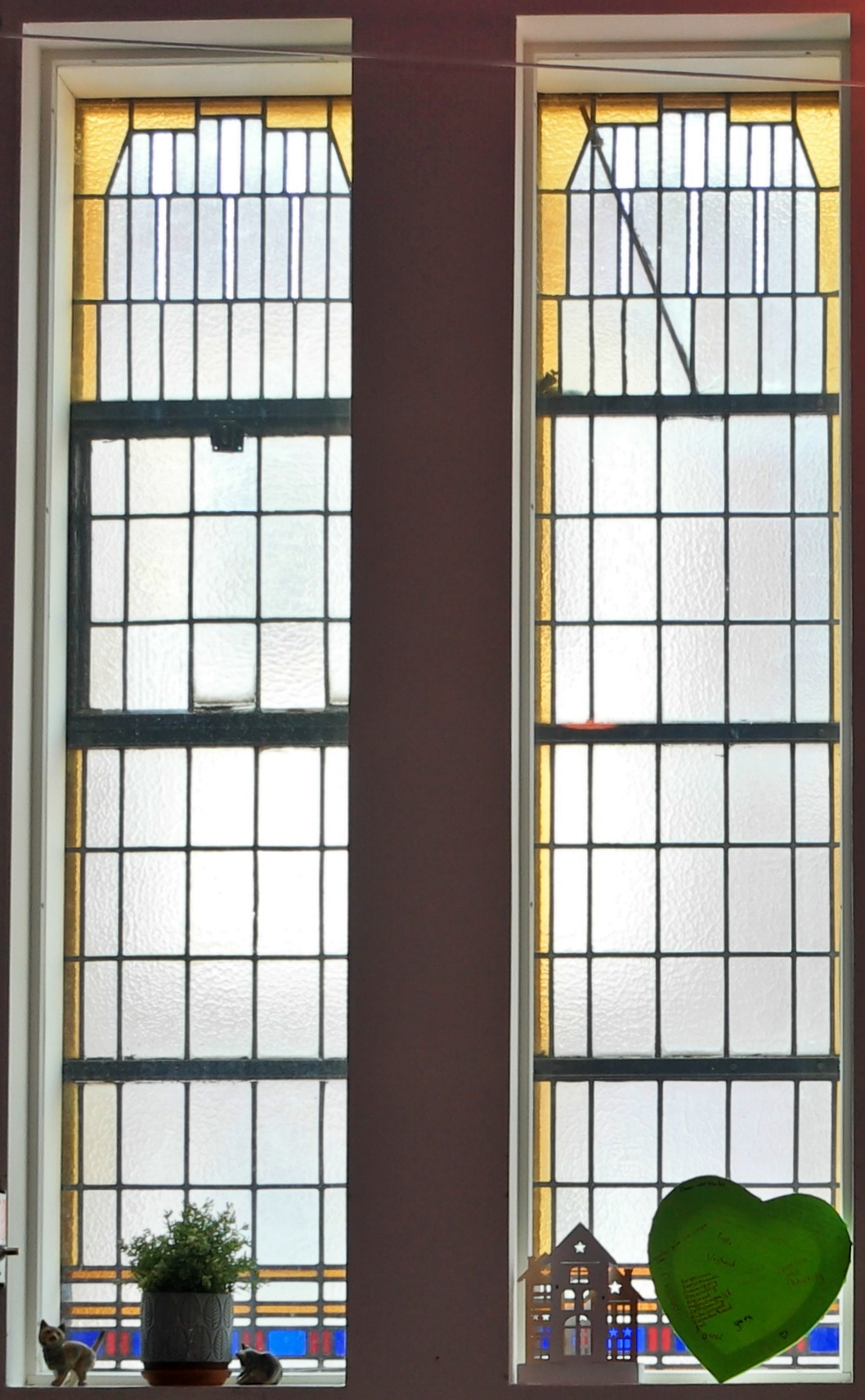
Glas in loodraam